# Orgoglio e pregiudizio e zombie
Orgoglio e pregiudizio e zombie (Pride and Prejudice and Zombies) è un romanzo di Seth Grahame-Smith che unisce il classico Orgoglio e pregiudizio (1813) di Jane Austen con elementi tipici dell'horror (in particolare gli zombie). Jane Austen, in copertina, viene accreditata come coautrice del romanzo.
Dal romanzo è stato tratto un film omonimo uscito nel 2016.

## Storia editoriale
L'idea di unire un classico della letteratura con il genere horror venne a Jason Rekulak, della casa editrice Quirk Books: Rekulak sottopose la sua idea a Grahame-Smith, il quale cominciò subito ad aggiungere al testo originale di Jane Austen dei brani scritti di suo pugno che comprendevano combattimenti in pieno stile ninja tra umani e zombie.
All'inizio del 2009, alcuni blogger cominciarono a parlare dell'imminente uscita del romanzo di Grahame-Smith. In risposta a questa pubblicità inaspettata, l'editore aumentò la tiratura iniziale del libro da 12.000 a 60.000 copie, inoltre ne posticipò l'uscita nelle librerie al 1º di aprile.

## Trama
Il romanzo segue la trama originale di Orgoglio e pregiudizio, ma tutta la vicenda si svolge in un universo alternativo in cui il Regno Unito di inizio Ottocento è infestato da zombie assassini.
Elizabeth Bennet e le sue quattro sorelle vivono in una casa in campagna con i loro genitori. Mr. Bennet ha cresciuto le figlie insegnando loro varie arti marziali e l'utilizzo di diverse armi, in modo tale che siano perfettamente in grado di difendersi dai non-morti; nel frattempo, Mrs. Bennet impiega il suo tempo cercando di maritare le sue ragazze con i migliori partiti della zona. Quando il facoltoso e single Mr. Bingley acquista una casa nelle vicinanze, Mrs. Bennet fa in modo che le figlie lo incontrino a un ballo. Durante il ballo le sorelle Bennet devono sgominare un gruppo di zombie arrivati sul posto, ma trovano anche il tempo di dedicarsi alle questioni di cuore: infatti Jane (la più grande delle cinque sorelle Bennet) viene apertamente corteggiata da Mr. Bingley, mentre Elizabeth s'infatua di Fitzwilliam Darcy, un caro amico dello stesso Mr. Bingley.
Alcuni giorni dopo, Bingley e Darcy devono lasciare la campagna per tornare a Londra e unirsi all'esercito che sta combattendo gli zombie. Durante la loro assenza, Elizabeth fa amicizia con il soldato George Wickham, che le racconta di essere stato un tempo grande amico di Darcy: tale amicizia, stando a quanto dice Wickham, è però finita perché Darcy si è rivelato essere una persona avida e inaffidabile. Elizabeth scopre altresì che Darcy ha tramato per mandare all'aria la relazione amorosa che sta nascendo tra Bingley e Jane, e decide quindi di difendere l'onore della sorella uccidendo Darcy.
L'occasione per vendicarsi arriva presto: Elizabeth incontra per caso Darcy a casa di un'amica comune; prima che Elizabeth riesca a decapitare Darcy con la sua katana, l'uomo la sorprende chiedendole di sposarlo. Elizabeth rifiuta la proposta e lo ferisce, costringendolo alla fuga. Successivamente, Elizabeth riceve una lettera da Darcy in cui lui le spiega che il tentativo di separare Bingley e Jane era dovuto al fatto che credeva che Jane fosse stata contagiata dal virus che trasforma le persone in zombie. Darcy spiega anche che Wickham è solo un impostore che aveva tentato di mettere le mani sulla sua eredità. Elizabeth capisce così di aver giudicato Darcy troppo in fretta. La stessa Elizabeth viene a conoscenza di una simpatia di Wickham con delle comunità zombie.
Qualche tempo dopo, Elizabeth incontra Darcy nella cittadina di Pemberley: insieme sgominano senza problemi un gruppo di zombie erranti. Nei giorni seguenti la famiglia Bennet riceve notizie da Lydia, innamorata e fuggita con Wickham e che i due neo-sposi si trasferiscono poi a vivere a Londra, noto covo dei raduni zombie.
Elisabeth e Jane decidono di andare a recuperare la sorella andando a Londra ed incontrano nuovamente Darcy e Bingley, occupati al fronte. 
Saranno poi Darcy ed Elisabeth a liberare la ragazza, tenuta prigioniera da Wickham, che si scopre infettato dal morso del padre di Darcy e con un piano diabolico da infiltrato per infettare tutta l'Inghilterra ma tutto è bene quel che finisce bene e le due sorelle potranno anche coronare il loro sogno di un matrimonio d'amore.

## Edizioni
- Seth Grahame-Smith, Orgoglio e pregiudizio e zombie, traduzione di Isa Maranesi e Roberta Zuppet, I ed., Nord, 2009,  p. 367, ISBN 978-88-429-1644-4.

## Adattamento cinematografico
Il 4 febbraio 2016 è uscito nelle sale italiane l'adattamento cinematografico del romanzo, con il nome PPZ - Pride + Prejudice + Zombies; nel cast troviamo, tra gli altri, gli attori Matt Smith, Charles Dance e Lena Headey.